# Jacobstowe
Ne doit pas être confondu avec Jacobstow.
Jacobstowe est un village et une paroisse civile du Devon, en Angleterre. Il est situé dans le centre du comté, à six kilomètres au nord de la ville d'Okehampton. Administrativement, il relève du district de West Devon. Au recensement de 2011, il comptait 194 habitants.

## Étymologie
Le toponyme Jacobstowe désigne un lien saint dédié à saint Jacques. Il se compose de Jacob, la forme latine du nom Jacques, et de l'élément vieil-anglais stōw. Ce nom est attesté sous la forme Jacopstoue en 1331.